# نیلوفر دوستی
نیلوفر دوستی پور (زاده ۴ اردیبهشت ۱۳۵۰ کرمانشاه) بازیگر سینما اهل ایران است.

## زندگی‌نامه
نیلوفر دوستی در سال ۱۳۵۰ در کرمانشاه زاده شد و دیپلم اقتصاد را در همان شهر دریافت کرد.
او از همان زمان فعالیت هنری خود را در مرکز صدا و سیمای کرمانشاه آغاز نمود و در سال ۱۳۷۶ به فعالیت در زمینه بازیگری پرداخت.

## فیلمشناسی

### سینمایی
1. لج و لجبازی (۱۳۸۸)
2. مسیح (۱۳۸۴)
3. سالاد فصل (۱۳۸۳)
4. فراری (۱۳۸۱)
5. بانوی کوچک (۱۳۸۰)
6. غزل (۱۳۸۰)
7. هم‌کلاس (۱۳۸۰)
8. ازدواج غیابی (۱۳۷۹)
9. شیفته (۱۳۷۹)

### تلویزیونی
- ۱۳۷۶ - جادوی مهتاب (بهمن زرین‌پور)
- ۱۳۷۶ - آژانس دوستی (احمد رمضان زاده)
- ۱۳۷۷ - روزهای تلخ و شیرین (محمدرضا نیازی)
- ۱۳۷۷ - بچه‌های بهشت (حسین قاسمی جامی)
- ۱۳۸۰ - روزهای آرزو (شاهرخ حمیدی مقدم)
- ۱۳۸۰ - زیر آسمان شهر (مهران غفوریان) (بازیگر مهمان)
- ۱۳۸۰ - عشق سال‌های جنگ (علی بهادر)
- ۱۳۸۲ - رؤیای ناتمام (جواد اردکانی)